# Становка (приток Шульги)
Становка — река в России, протекает по Холмскому району Новгородской области. Течёт в южном направлении. Устье реки находится в 6 км по левому берегу реки Шульги. Длина реки составляет 13 км.
Кроме нежилой деревни Шапково (у истока), населённых пунктов на реке нет.
Система водного объекта: Шульга → Ловать → Волхов → Нева → Балтийское море.

## Данные водного реестра
По данным государственного водного реестра России относится к Балтийскому бассейновому округу, водохозяйственный участок реки — Ловать и Пола, речной подбассейн реки — Волхов. Относится к речному бассейну реки Нева (включая бассейны рек Онежского и Ладожского озера).
Код объекта в государственном водном реестре — 01040200312102000023681.